# Pawlo Hontscharuk

Wappen von Pawlo Hontscharuk

Pawlo Hontscharuk (ukrainisch Павло Гончарук; * 16. Januar 1978 in Kornacziwka, Ukrainische SSR) ist ein ukrainischer Geistlicher und römisch-katholischer Bischof von Charkiw-Saporischschja.

## Leben
Hontscharuk studierte Philosophie und Katholische Theologie am Priesterseminar in Horodok. Er empfing am 22. Juni 2002 das Sakrament der Priesterweihe. An der Kardinal-Stefan-Wyszyński-Universität Warschau erwarb er das Lizenziat im Fach Kanonisches Recht.
Von 2002 bis 2005 war Hontscharuk Pfarrvikar an der Kathedrale Heilige Jungfrau Maria in Charkiw. 2005 wurde er Ehebandverteidiger am Kirchengericht des Bistums Kamjanez-Podilskyj, bis er 2016 Richter an diesem Gericht wurde. Von 2010 bis 2016 war Pawlo Hontscharuk zudem Pfarrer in Dunajiwzi. Bereits seit 2003 war Hontscharuk zusätzlich Diözesancaritasdirektor und seit 2016 Diözesanökonom.
Am 6. Januar 2020 ernannte ihn Papst Franziskus zum Bischof von Charkiw-Saporischschja. Der Apostolische Nuntius in der Ukraine, Erzbischof Claudio Gugerotti, spendete ihm am 14. Februar desselben Jahres die Bischofsweihe; Mitkonsekratoren waren der Koadjutorbischof von Odessa-Simferopol, Stanislaw Schyrokoradjuk OFM, und der Bischof von Kamjanez-Podilskyj, Maksymilian Leonid Dubrawski OFM.